# Marcel Gillis
Pour les articles homonymes, voir Gillis.
Marcel Gillis (Mons, 1897 - Mons, 1972) est un artiste peintre, chansonnier, poète belge. Il est une des personnalités les plus marquantes de la vie patoisante de Mons.

## Biographie
Marcel Hubert Gustave Gillis est né à Mons le 6 mars 1897. Il est le fils de Louis Joseph Hubert Gillis (1873-1951), tapissier puis entrepreneur de pompes funèbres, et de Louisa Joséphine Jacobs (1874-1937), coiffeuse.
Élève de l'Académie royale des Beaux-Arts de Mons, il crée en 1929 le groupe Les Loups. Il fut aussi membre du cercle Bon Vouloir et conservateur du musée des Beaux-Arts de Mons entre 1928 et 1965.
Il a également composé le Tableau d'procession qui raconte le dimanche de la Trinité à Mons, sur un melting pot de chansons françaises et populaires. Il a, à la fin de ce tableau, composé un couplet additionnel à l'air du Doudou, qui est presque reconnu comme officiel, même s'il n'est jamais chanté.
C'est fini, l'procession,

Dallons vite boire un canon

C'est fini, l'procession,

Et saint Georges va twer l'dragon
En 1927, Il est représenté en peinture par Fernand Gommaerts. La ville de Mons a fait l'acquisition de ce tableau.

## Œuvres
- Les Anges de Mons, 1934, Beaux-Arts, Mons
- Crucifixion, 1937, Beaux-Arts Mons
- Funérailles, 1956, Beaux-Arts Mons
- La Cène, 1971, Beaux-Arts Mons
- Saint-François parlant aux oiseaux